# 約翰·弗里蒙特
約翰·弗里蒙特（英語：John Charles Frémont；1813年1月21日—1890年7月13日）是一名美国冒险家、军官和政治家。

## 生平
曾任加利福尼亚州联邦参议员、亚利桑那领地总督，1856年为美国总统大选共和党候选人，反对奴隶制，参与加利福尼亚种族灭绝。美国多地以他的名字命名。